# Nichole Van Croft
Nichole Van Croft fue una modelo que fue "playmate" del mes de octubre de 2000 y apareció en numerosos vídeos Playboy y ediciones especiales de la revista.  
En su video de presentación como Playmate, ella afirma que en su infancia fue poco femenina, llevando pelo corto hasta los 11 o 12 años. En el Instituto jugó tanto al voleibol como al baloncesto e incluso se llegó a romper la clavícula jugando al fútbol.
Una de las noches que estaba con sus amigas, un fotógrafo de Playboy se fijó en ella y le entregó una tarjeta. Al día siguiente, Nichole llamó a Playboy, hizo una prueba fotográfica y una semana más tarde la llamaron desde la revista para convertirla en "Playmate".

## Videografía
- Playboy Video Playmate Calendar (2002)
- Playboy: Playmates Unwrapped (2001)